# コミュニティシェアFM
株式会社コミュニティシェアFMは、埼玉県朝霞市に本社、志木市に演奏所を置き超短波放送（FM放送）を営む特定地上基幹放送事業者である。ナナコライブリーエフエムの愛称でコミュニティ放送を行っている。
当局の保有するJOZZ3BK-FMの放送免許は2006年にすまいるエフエムが初めに取得し、2018年にクローバーメディアに譲渡され、さらに2020年にコミュニティシェアFMに譲渡されている。本項では、JOZZ3BK-FMの放送免許でコミュニティ放送を行った局について記述する。

## 概説
当局は下記の通り、無線局免許の譲渡が行われてきている。
| 運営法人             | 放送局愛称               | 本社所在地 | 演奏所所在地 | 送信所所在地 | 周波数            | 出力     | 運営期間        | コールサイン |
| -------------------- | ------------------------ | ---------- | ------------ | ------------ | ----------------- | -------- | --------------- | ------------ |
| すまいるエフエム     | すまいるFM               | 朝霞市     | 朝霞市       | 朝霞市       | 76.7MHz           | 1W       | 2007年 - 2017年 | JOZZ3BK-FM   |
| クローバーメディア   | クローバーラジオ         | 志木市     | 志木市       | 朝霞市       | 76.7MHz ↓ 77.5MHz | 1W ↓ 10W | 2018年 - 2020年 | JOZZ3BK-FM   |
| コミュニティシェアFM | ナナコライブリーエフエム | 朝霞市     | 志木市       | 朝霞市       | 77.5MHz           | 10W      | 2020年 -        | JOZZ3BK-FM   |

## 3代目 コミュニティシェアFM（2020年 - ）
コミュニティシェアFMは、埼玉県朝霞市・志木市・新座市・和光市の一部地域を放送区域として超短波放送（FM放送）を営む特定地上基幹放送事業者である。ナナコライブリーエフエム（77.5 Lively FM）の愛称でコミュニティ放送を行っている。
当局では通称として「ナナコ」も用いている。しかし、山口県萩市にある「エフエム萩」も同じ周波数で「FM NANAKO」（通称：ナナコ）とよく似た愛称を用いるが、特に関係性はないうえ、萩市の方が先に開局している。

### 概要
朝霞市に本社を置く不動産会社「リゾン」の完全子会社として設立された。ホームページでは2020年10月20日を開局日としているが、放送免許はすまいるエフエムから継承している。
本社はリゾン本社内に置かれているが、朝霞市の送信所はクローバーメディアのものを引き継いでいる。スタジオも志木市にあったが、リゾン本社1階に移転、2021年12月20日から生放送で使用。
引き続き、全て自社制作の24時間放送を行っている。

### 沿革
- 2020年（令和2年）
  - 10月20日 - この日をもってナナコライブリーエフエムの開局日としている。

### 主な番組
- 775ライブリーモーニング（月 - 金）
- 775夕焼けステーション（月 - 金）
- GoGoひるず（月 - 木）
- まいぷレイディオDX（金）
- あなたも、DJ!〜リターンズ〜（金）
- 775フレンズカフェ（土）
- 775土曜スペシャル（土）
- 日本酒シンガー Uinaの呑み口粋酔（土）
- Sundayプラス（日）
- TK SHOW（日）

## 2代目 クローバーメディア（2018年 - 2020年）
株式会社クローバーメディアは、埼玉県朝霞市・志木市・新座市・和光市の一部地域を放送区域として超短波放送（FM放送）を営んでいた特定地上基幹放送事業者である。法人代表は元志木市長の穂坂邦夫が務めており、穂坂が代表を務めるMIZUHO Group、学校法人医学アカデミー、医療法人瑞穂会、社会福祉法人さくら瑞穂会が局関連組織として会社概要に記載されている。
2018年1月からスタジオを朝霞市から志木市に移し、従来のコミュニティ放送に加えてインターネットTV放送も開始した。それにともないコミュニティ放送の愛称をクローバーラジオに改称して、インターネット放送を含めた愛称をCLOVER MEDIA Radio&NetTVとして活動の範囲を拡大させた。

### 概要
- 現在のスタジオは東武東上線志木駅近くにある。送信所はJR北朝霞駅北方にあるマンション屋上にある。
- 2018年（平成30年）6月1日より出力を1Wから10Wに増力した。それに伴い周波数を76.7MHzから77.5MHzに変更した[5]。
- 2018年（平成30年）1月、運営元であるすまいるエフエム株式会社は株式会社クローバーメディアへ営業譲渡し、ラジオ局の名称を「クローバーラジオ」に改称。加えて以下のような変更を行った[6]。
  - スタジオを北朝霞から志木へ移転（放送機材の劣化のため）
  - 放送エリアを朝霞市・志木市・新座市・和光市を中心とするエリアに拡大し、周波数も変更（当初は4月を予定していたが、6月1日からの試験電波発射を経て6月29日から移行した）
  - 送信所をJR北朝霞駅前のホテル「シティイン北朝霞」屋上から北朝霞駅北方にあるマンション屋上へと移転。
- 新たにインターネットTV局として「クローバーネットTV」を開設。
  - 2020年3月31日にクローバーネットTVの番組制作を終了させた。一部番組は有限会社スマイルが運営するトモダチTV[7]で継続制作されている。
- 放送局として経営継続が困難と判断し、2020年9月30日をもって停波すると発表[8][5]したが、予定されていた停波はせずにコミュニティシェアFMに引き継がれることになった。[9]。

### 沿革
- 2018年（平成30年）
  - 1月1日 - すまいるエフエム株式会社から株式会社クローバーメディアに経営譲渡。局愛称をクローバーラジオに変更。
  - 同日 - インターネットTV部門としてクローバーネットTVが開設。YouTubeでライブ放送も開始。
  - 同月中旬 - 演奏所(スタジオ)を志木市内に移転。
  - 6月29日 - 出力を10Wに増力、周波数を77.5MHzに変更。
- 2020年（令和2年）
  - 9月30日 - クローバーメディアとしては閉局（停波はせず） [8][9]

### 主な番組

#### 平日
- Style Up!モーニング（生・月 - 金）
- ごきげん！ひるMAX next.（生・月 - 木）
- まいぷレイディオ！（生・金）
- イブニング クローバー（生・月 - 木）
- ラッキー☆クローバー（生・金）
- 星影ライブラリー（月）
- C-Styleのぶっちぎりナイト!（月）
- サルパラダイスのマジカルハッピーツアー!（水）
- よってけオンライン（水）
- Candy Box（水）
- コソコソ亭（水）
- めざせ！スキ度UP（木）
- Sounds Box（木）
- Music Cafe(木）
- 絵空事計画（金）
- Radioじらいげん（金）
- デッキ―の映画CaaaaN!!（金）

#### 土曜
- SOUND SALADA!（生）
- grow up radio（生）
- 立教に行こう!
- サトニイの夕方☆音ザロック

#### 日曜
- 大空なんだの四方山話
- Sunday Hello Station（生）
- 竹内裕美のたけちーはどぉでSHOW（生）
- ☆え~じ☆の小ネタdeNight♪
- 十文字プレゼンツ Campus☆Radio

他のコミュニティ放送局と比べ、ミュージックバード等の配信を受けていないこともあり自社制作の番組の比率が高い。なお、日中・夕方の生放送は月曜日・火曜日・金曜日は7時間、水・木曜日は7時間半、土曜日は2時間半（土曜スペシャルが生放送の場合は4時間半）、日曜日は3時間である。

### パーソナリティ
- たがみかおり
- 津久井教生
- 大空なんだ（大空なんだ・かんだ）
- サトニイ
- 井塔由梨

### ラブリークローバー
クローバーメディアをPRするために、ラジオの女性パーソナリティ5名で結成された熟女アイドルチーム。メンバーは美和さなえ、内藤博子、nanako、MARI、ひなえ☆あつこ。ピンク・レディーやキャンディーズなど昭和歌謡をレパートリーとし、各種イベントや老人ホームでの慰問活動で披露をしている。また、2019年7月28日に埼玉県新座市から放送されたNHKのど自慢にも出場を果たす。

## 初代・すまいるエフエム（2007年 - 2017年）
- 開局から事業譲渡までの愛称は「すまいるエフエム」であった。ちなみにエフエム長崎がかつて「SMILE-FM（スマイル・エフエム）」を名乗っていたが、無関係である（すまいるエフエム開局直前に「fm nagasaki」に愛称変更）。

- 放送区域の朝霞市を含め、志木市・和光市・新座市を「すまいるエリア」(可聴区域)と称していたが、出力は1Wとコミュニティ放送局でもかなり小さく（同じ埼玉県の鴻巣市のフラワーFMが同周波数で、出力も10Wになっているため）隣接する志木市でもほとんどの地域で受信が困難であった。新座市も近隣の局である、発するFM(北部）、エフエム茶笛（西部）、FM西東京（南部）は聴けるがこの局は聴けないという地域が大半であった。和光市では聴取はほぼ不可能であった。

- 開局時より出力が小さかった関係でインターネットを活用しており、リスナーがウェブサイトにアップロードしたプレイリストを元にオンエアをする「ネットDE DJ!」という番組を放送していたほか（現在は終了）、一部短時間の番組はポッドキャストやツイキャスでも配信している。2008年（平成20年）6月6日からサイマルラジオの24時間配信を開始した（事業譲渡後も継続中）。また、印刷メディアとして「すまいる町内会」を発行していた（のちに読売新聞の地元販売店が配布する「スマイルよみうり」と統合）。
- すまいるFM時代の本社 朝霞市西原1‐3‐3 須田ビル3F
- すまいるFM時代のスタジオ(演奏所）朝霞市西原1-2-34 グレースコート1F

### 沿革
- 2006年（平成18年）10月31日 -すまいるエフエム株式会社に 予備免許交付。呼出名称は「あさかエフエム」。
- 2007年（平成19年）
  - 4月26日 - 本免許交付。
  - 4月28日 - 開局。愛称はすまいるエフエム。送信所と演奏所(スタジオ)は朝霞市のJR北朝霞駅近くに設置。
- 2008年（平成20年）
  - 2月12日 - 朝霞市との間で「災害時緊急放送に関する協定」および「行政情報の放送に関する協定」を締結。
  - 6月6日 - SimulRadio（サイマルラジオ）開始